# 岡本太郎
岡本 太郎（おかもと たろう、1911年〈明治44年〉2月26日 - 1996年〈平成8年〉1月7日）は、日本の芸術家・作家。血液型はO型。
1930年（昭和5年）から1940年（昭和15年）までフランスで過ごす。抽象美術運動やシュルレアリスム運動とも接触した。

## 経歴

### 生い立ち
岡本太郎（以下岡本と表記）は神奈川県橘樹郡高津村大字二子（現在の川崎市高津区二子）で、漫画家の岡本一平、歌人で小説家・かの子との間に長男として生まれる。父方の祖父は町書家の岡本可亭であり、当時可亭に師事していた北大路魯山人とは家族ぐるみの付き合いがあった。
父・一平は朝日新聞で「漫画漫文」という独自のスタイルで人気を博し、「宰相の名は知らぬが、一平なら知っている」といわれるほど有名になるが、付き合いのため収入のほとんどを酒代に使ってしまうほどの放蕩ぶりで、家の電気を止められてしまうこともあった。なお、池部鈞は一平の妹の夫で、池部良と岡本太郎は従兄弟である。
母・かの子は、大地主の長女として乳母日傘で育ち、若いころから文学に熱中。お嬢さん育ちで、家政や子育てが全くできない人物であった。岡本が3-4歳のころ、かまって欲しさにかの子の邪魔をすると、彼女は太郎を兵児帯で箪笥にくくりつけたというエピソードがある。また、かの子の敬慕者で愛人でもある堀切茂雄を一平の公認で自宅に住まわせていた。そのことについて、かの子は創作のためのプラトニックな友人であると弁明していたが、実際にはそうではなく、自身も放蕩経験がある一平は容認せざるをえなかった。後に岡本は「母親としては最低の人だった」と語っているが、生涯敬愛し続けた。

### 少年時代
家庭環境のためか、岡本は 1917年（大正6年）4月、東京青山にある青南小学校に入学するもなじめず一学期で退学。その後も日本橋通旅籠町の私塾・日新学校、十思小学校へと入転校を繰り返したが、慶應義塾幼稚舎で自身の理解者となる教師、位上清に出会う。岡本はクラスの人気者となるも、成績は52人中の52番であった。ちなみにひとつ上の51番は後に国民栄誉賞を受賞した歌手の藤山一郎で、後年岡本は藤山に「増永（藤山の本名）はよく学校に出ていたくせにビリから二番、オレはほとんど出ないでビリ、実際はお前がビリだ」と語ったという。
絵が好きで幼少時より盛んに描いていたが、中学に入ったころから「何のために描くのか」という疑問に苛まれた。慶應義塾普通部を卒業後、画家になることに迷いながらも東京美術学校へ進学。

### 滞仏生活とピカソの衝撃
一平が朝日新聞の特派員として、ロンドン海軍軍縮会議の取材に行くことになり、岡本も東京美術学校を休学後、親子三人にかの子の愛人の青年二人を加えた一行で渡欧。一行を乗せた箱根丸は1929年（昭和4年）神戸港を出港、1930年（昭和5年）1月にパリに到着。以後約10年間をここで過ごすことになる。
フランス語を勉強するため、パリ郊外のリセ（日本の旧制中学に相当）の寄宿舎で生活。語学の習得の傍ら、1932年頃、パリ大学（ソルボンヌ大学）においてヴィクトール・バッシュ教授に哲学を学んでいる。「何のために絵を描くのか」という疑問に対する答えを得るため、1938年ごろからマルセル・モースのもとで絵とは関係のない民族学を学んだといわれている。
1932年（昭和7年）、両親が先に帰国することになり、パリで見送る。かの子は1939年（昭和14年）に岡本の帰国を待たずに死去したため、これが今生の別れとなった。
同年、芸術への迷いが続いていたある日、たまたま立ち寄ったポール＝ローザンベール画廊でパブロ・ピカソの作品《水差しと果物鉢》を見て強い衝撃を受ける。そして「ピカソを超える」ことを目標に絵画制作に打ち込むようになる。岡本は、このときの感動を著書『青春ピカソ』（1953年）において「私は抽象画から絵の道を求めた。（中略）この様式こそ伝統や民族、国境の障壁を突破できる真に世界的な二十世紀の芸術様式だったのだ」と述べている。
1932年、ジャン・アルプらの勧誘を受け、美術団体アプストラクシオン・クレアシオン協会のメンバーとなる。そのメンバーにはピート・モンドリアン、ワシリー・カンディンスキーら錚々たる大家がいた。岡本はその協会の年鑑で、「『形』でない形、『色』でない色をうち出すべきだ」とのメッセージを投げかけていた。
親交のあった戦場カメラマンのロバート・キャパの公私にわたる相方であった報道写真家ゲルタ・ポホリレに岡本の名前が1936年よりビジネスネーム、ゲルダ・タローとして引用された。しかし、ゲルダの活動期間はとても短く、1937年にスペイン内戦のブルネテの戦いの取材に向かったが、戦場の混乱で発生した自動車事故で受けた傷がもとで死去した。1938年シュールリアリズムの創始者アンドレ・ブルトン制作の「シュール・レアリスム簡易辞典」に「傷ましき腕」が掲載された。この絵画を契機に、岡本は美術団体アプストラクシオン・クレアシオン協会を脱退し、パリ大学ソルボンヌ校の哲学科に聴講生として通うようになる。さらに民族学科に移り、そこで文化人類学者マルセル・モース教授と出会い、彼の講義から多大な影響を受ける。やがて岡本は思想家ジョルジュ・バタイユとも出会い、盟友として親交を深めた。

### 兵役と戦後
1940年（昭和15年）、ドイツのパリ侵攻をきっかけに日本へ帰国する。帰国後、滞欧作《傷ましき腕》などを二科展に出品して受賞、個展も開く。
1942年（昭和17年）、第二次世界大戦下の軍備増強のため、補充兵役召集され大日本帝国陸軍兵として中国戦線へ出征。岡本は最下級の陸軍二等兵扱いだったが、高年齢である30代ということもあり、厳しい兵役生活を送ったと著書で回想している。また、この頃上官の命令で師団長の肖像画を描いている。
1945年（昭和20年）、日本の降伏により太平洋戦争が終結。岡本は長安で半年ほど俘虜生活を経たのち帰国、佐世保から東京に到着するが、自宅と作品は焼失していた。東京都世田谷区上野毛にアトリエを構え、ふたたび制作に励む。1947年（昭和22年）、岡本は新聞に「絵画の石器時代は終わった。新しい芸術は岡本太郎から始まる」という宣言を発表、当時の日本美術界に挑戦状を叩きつけた。
1948年（昭和23年）、 花田清輝らとともに「夜の会」を結成。会の名は岡本の油彩画『夜』から取られた。前衛芸術について論じ合う会で、ほかに埴谷雄高、安部公房らが参加した。またこの頃、平野敏子と出会った。敏子は後に秘書・養女となり、岡本が死去するまで支え続けた。
1950年（昭和25年）には植村鷹千代と江川和彦、瀧口修造、阿部展也、古沢岩美、小松義雄、村井正誠、北脇昇、福沢一郎らと日本アヴァンギャルド美術家クラブ創立に参加
1951年（昭和26年）11月7日、東京国立博物館で縄文火焔土器を見て衝撃を受ける。翌年、美術雑誌『みずゑ』に「四次元との対話―縄文土器論」を発表。この反響によって、日本美術史は縄文時代から語られるようになったともいわれている。また琉球諸島や東北地方の古い習俗を紹介した。
1954年（昭和29年）、東京都港区青山に自宅兼アトリエを建て、生活と制作の拠点とする。同年、当時光文社社長だった神吉晴夫から、「中学2年生でも理解できる芸術の啓蒙書を書いてくれ」と依頼され、『今日の芸術 時代を創造するものは誰か』を執筆・出版。芸術は小手先の問題ではなく、生きることそのものであると説くとともに、従来の芸術観を批判し、ベストセラーになった。

### メキシコ滞在
1960年代後半、メキシコを訪れた岡本は、ダビッド・アルファロ・シケイロスなどによる壁画運動から大きな影響を受け、同地に滞在中、現地のホテル経営者から壁画の制作依頼を受ける。これがのちに岡本の代表作のひとつとされる『明日の神話』となる。

### 太陽の塔

太陽の塔

1970年（昭和45年）に大阪で万国博覧会が開催されることが決まり、通産官僚の堺屋太一ら主催者（国）は紆余曲折の末、テーマ展示のプロデューサー就任を要請した。岡本は承諾すると、「とにかくべらぼうなものを作ってやる」と構想を練り、出来上がったのが『太陽の塔』であった。
この日本万国博覧会は各方面に影響を与えた。1975年（昭和50年）、『太陽の塔』の永久保存が決定。現在も大阪万博のシンボルとして愛されている。
同時期に制作されたのが、前述の『明日の神話』であり、制作依頼者である実業家の破産の影響で長らく行方不明となっていたが、21世紀に入り発見される。

### テレビの人気者として
岡本は、テレビ放送草創期の1950年代から当時のバラエティ番組であったクイズ番組などに多数出演している。
1970年代以降には、日本テレビバラエティ番組『鶴太郎のテレもんじゃ』にレギュラー出演。冒頭でリヒャルト・シュトラウス『ツァラトストラはかく語りき』を鳴り響かせ、ドライアイスの煙が立ちこめる中から、「芸術は爆発だ」「何だ、これは!」などと叫びながら現れる演出が人気を博すと、これらのフレーズは流行語にもなった。また番組内で出演した子供たちの絵を批評、眼鏡に適う作品を見出した際には、目を輝かせた。さらに、この番組内で共演した片岡鶴太郎の芸術家としての才能を見出している。
1987年（昭和62年）にはテレビドラマにも出演。NHK『ばら色の人生』に俳優（学校校長役）としてレギュラー出演した。

### 晩年、没後

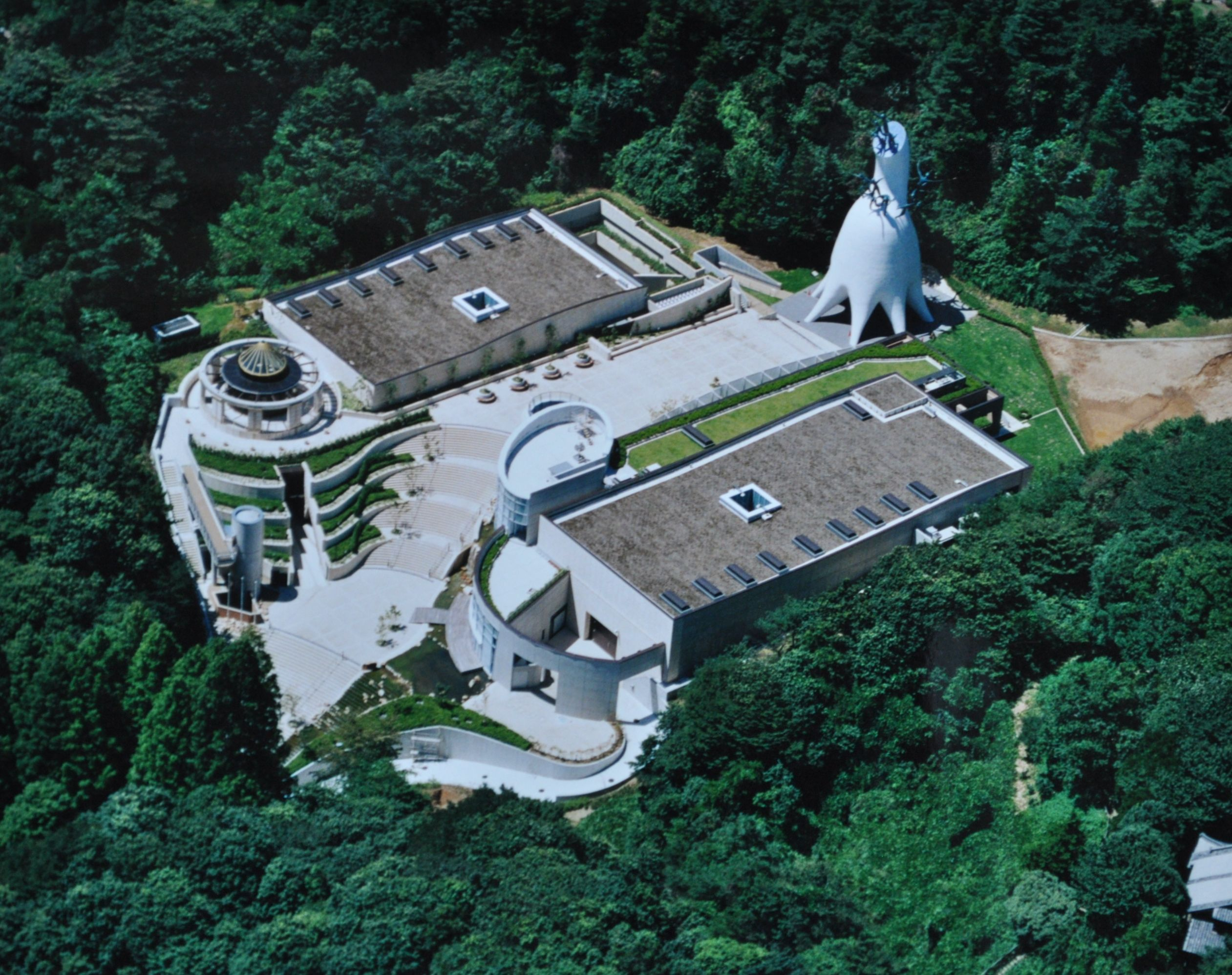
川崎市多摩区桝形にある川崎市岡本太郎美術館

老いを重ねても岡本の創作意欲は衰えず、展覧会出品などの活動を続けていたが、80歳のときに自身が所蔵するほとんどの作品を川崎市に寄贈。市は美術館建設を計画する。
1996年（平成8年）1月7日、以前から患っていたパーキンソン病による急性呼吸不全により慶應義塾大学病院にて死去した（満84歳没）。生前「死は祭りだ」と語り、葬式が大嫌いだった岡本に配慮し、葬儀は行われず、翌月2月26日にお別れ会として「岡本太郎と語る広場」が草月会館で開かれる。会場には作品が展示され、参加者たちは別れを惜しんだ。墓所は多磨霊園にあり、同地の父・一平、母・かの子の墓碑の対面に太郎の墓が建てられ、墓石として1967年に太郎が制作した像・『午後の日』の複製が据えられている。
1998年（平成10年）、青山の岡本の住居兼アトリエが岡本太郎記念館として一般公開された。
1999年（平成11年）10月30日、川崎市岡本太郎美術館が開館（川崎市多摩区桝形の生田緑地内に所在）。
2003年（平成15年）、メキシコで行方不明になっていた『明日の神話』が発見された。愛媛県東温市で修復されたのち、2006年（平成18年）、汐留日テレプラザで期間限定で公開、再評価の機運が高まる。現在は京王井の頭線渋谷駅連絡通路に設置され、パブリックアートとして新たな名所となった。
2011年（平成23年）、「生誕100年 岡本太郎」展が東京国立近代美術館で開催。
2013年（平成25年）、「岡本太郎のシャーマニズム」展が川崎市岡本太郎美術館で開催された。これに併せて学術団体協力による学術シンポジウムが開催され、1950年頃以降の創作活動に宗教学者ミルチャ・エリアーデの思想が影響を及ぼしていたことが確認された。
2014年（平成26年）、「岡本太郎と潜在的イメージ」展が川崎市岡本太郎美術館で開催された。これは、スイス・ジュネーヴ大学教授のダリオ・ガンボーニ博士の著書『潜在的イメージ』に基づいて構成されたものであり、岡本の芸術を西洋近現代美術史の観点から検証した初の展覧会であった（佐々木秀憲「岡本太郎と潜在的イメージ」）。
2022年（令和4年）、「展覧会 岡本太郎」が大阪中之島美術館・東京都美術館・愛知県美術館の順で開催。新しく発見された岡本太郎の作品。「作品A」「作品B」「作品C」が展示された。

## 人物

### 生き様
ジョルジュ・バタイユとの出会いが岡本の一生を変えたと述懐している。1936年、コントル・アタックの集会に参加、アンドレ・ブルトンやモーリス・エイヌに続き、バタイユが、人間の自由を抑圧する全体主義批判の演説をすると「素手で魂をひっつかまれたように感動した」。岡本はその後、バタイユを中心に組織された秘密結社に参加したが、思想上の相違から1939年頃に訣別したと岡本太郎は繰り返し述べている。また、家庭環境に恵まれていたためか、基本的に仕事という仕事は上記の「兵役」以外にしておらず、芸術家として自由気ままにできた立場としては、多くの偉人の中でも稀有な例である。後に「岡本さんはよくメディアで評論をされているが、職業芸術家なのか、文筆家なのか」という質問に対して「私に職業という概念はない。敢えて挙げるなら「人間」である」と述べている。

### 芸術観
- 芸術一家に生まれ、既存概念にとらわれることがなく育つ。人間としての自由や権利を阻害する者、権威を振りかざす者、かさにかかって押さえつけようとする者には徹底的に反抗した。この反逆児ぶりは生涯貫いており、またそれが創作への情熱にもなった。
- 東京美術学校（現在の東京藝術大学）油絵科の入試対策として、川端画学校に通いアカデミックな絵画技法を修得した。また、パリ滞在のごく初期である1930年頃にも、パリの画学校であるアカデミー・ランソンや、グランド・ショーミエールに通い、技術の修得に努めている。
- 著書『今日の芸術』[11]の中で、芸術は「うまくあってはならない。きれいであってはならない。ここちよくあってはならない。」[12]と宣言している。これは手先の巧さ、美しさ、心地よさは、芸術の本質とは全く関係がなく、むしろいやったらしさや不快感を含め、見る者を激しく引きつけ圧倒することこそが真の芸術と説いている。
- 「職業は人間」「芸術は爆発だ」「芸術は呪術だ」「グラスの底に顔があっても良いじゃないか」などと発言したことでも知られる[注 7]。
- 自らの作品をガラス越しで展示されるのを嫌った。国立近代美術館で展示中だった《コントルポアン》を傷つけられたことがあり、それ以降関係者がガラス越しでの展示を提案すると太郎は激怒して、「傷がつけば、俺が自ら直してやる」と言ったという。露出した状態で作品を展示するというスタンスは岡本の死後も継承されており、駅ビルのような位置づけである渋谷マークシティの連絡通路に設置された《明日の神話》も、電車の微振動や往き来する多数の乗降者、気温・湿度の変化にも晒される劣悪な環境でありながら、何の防護措置も施されずに展示されることになった。2023年2月23日には、愛知県美術館で展示中だった太陽の塔の雛型が、観覧者に壊され一部が損傷した[13][14]。

### 恋愛観
- プレイボーイとしても名を馳せ、封建かつ閉塞的な男女関係をことに嫌い、徹底したフェミニスト・ロマンティストであった[2]。女性を見下したりすれば、たとえ相手が誰であろうと激しく叱責した[2]。
- 生涯独身を通した一方で多くの女性との恋愛を志向した。男女の関係であった秘書の岡本敏子を妻ではなく養女として縁組したことについては、例えば評論家の浅田彰はパリ帰りの岡本なりのダンディズムと評している。

### スポーツ
スキー・テニス・水泳など瞬発力を要するスポーツを好み、野球なども巨人の千葉茂や中西太らと共に興じた。
スキーは、親交があった三浦雄一郎から賞賛されるほどの腕前だった。太郎はスキーの魅力について「どんな急斜面でも直滑降で滑るのがスキーの醍醐味だ」と語っている。スキーを始めた頃、急斜面コースで上級者が滑っているのを見た太郎は、どんな絶壁なのかと思い登ってみると、実際目もくらむほどの高さであった。後に引くことが許せない性格の太郎はその急斜面に挑戦した。結果は大転倒したが、太郎自身その経験をこう語っている。
| 「 | 「決意して、滑りはじめ、歯を食いしばって突っ込んで行った。とたんに、ステーンと、凄い勢いで転倒した。頭から新雪の中にもぐってしまい、何も見えない。だが嬉しかった。何か自分が転んだというよりも、僕の目の前で地球がひっくりかえった、というような感じ。地球にとても親しみを覚えた」 | 」 |

また、岡本は当時流行していた白いスキー板と白いウェアに対抗して、カラフルなデザインの板とウェアを作ったり、自らのスキー体験を綴った「岡本太郎の挑戦するスキー」（講談社、絶版）という本も出版している。

### ピアノ
岡本は1930年代の滞欧時代からピアノに親しみ、芸術家仲間の集まりでもよく弾いたという。とくにモーツァルトの作品を好み、帰国後もアトリエにピアノを置き、制作の合間にクラシックやジャズなどを弾いた。その腕前はプロ級と言われており、演奏はほとんどが暗譜であったという。岡本がピアノを弾いた映像はいくつか残されており、1978年（昭和53年）にはドキュメンタリー番組『もうひとつの旅』（毎日放送）の撮影のため、ショパンゆかりの地マヨルカ島を訪れ、ショパンが実際に使用していたピアノを弾く映像がテレビ放映された。

### その他

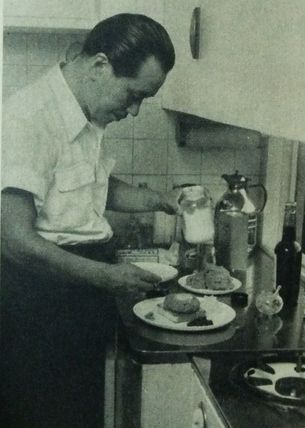
ビフテキを調理中（1954年）

- 身長156 cmとかなりの小柄であった。
- それまで全く面識がなかった千葉茂に偶然出会った際、お互い「やあやあ」という感じで話し始め、それをきっかけに交友がはじまったという。これが縁となり後日千葉が近鉄バファロー(後のバファローズ)の監督に就任した際、太郎に球団マークの制作を依頼し「猛牛マーク」が生まれる。シーズンは103敗と散々な結果に終わるが、球団帽の売り上げは巨人に次いで2位だったという。
- 1964年（昭和39年）に開かれた東京オリンピックで、デザインの仕事を依頼される。当初「選手として参加するのか」と勘違いした [15]。そして参加メダルの表側を手がけた（裏側のデザインは田中一光）[16]。
- 著書『日本の伝統』のための取材以来、岡本にとっての関西方面のコーディネーターとなった人物に淡交社の臼井史朗がいた。
- 司馬遼太郎は、岡本から大阪万博プロデューサーを引き受けるべきか否かの相談を受け、就任するよう強く薦めた。
- 岡本は東京・日本堤にある老舗馬肉料理店「中江」の常連であり、店主に「僕がフランスで食べた馬肉のタルタルステーキをこの店でも食べられるようにしてくれ」と提案・依頼し、馬肉のタルタルステーキがメニューに加えられるようになった。このタルタルステーキは岡本の名をとって「タロタロユッケ」と名付けられている。
- じっとしていられない性質で、TBSラジオ「久米宏の土曜ワイドラジオTOKYO」のインタビュー・コーナー「有名人のお宅訪問」に出演した際には、コマーシャルなどの待ち時間に耐えられず、いきなり、裸足で庭へ飛び出して「まだかあ」と叫んだり、2階へ駆けあがってピアノを弾いたり、また1階に戻ってソファに腰かけたあと庭に飛び出し、大きなオブジェをがんがん叩いたり、削ったりしていて、インタビュワーの吉川美代子はそのオーラを感じると共に、笑いを堪えるのに必死だったという[17]。
- 写真家の荒木経惟は、尊敬する人物に岡本の名前を挙げている。好きで好きで堪らなかったが遂にはレンズを向ける機会に恵まれなかった。1999年（平成11年）に『アラーキーのTARO愛 岡本太郎への旅』を上梓。2006年（平成18年）より、太郎の正体をつかむためにその作品をカメラに収めることを決意した。
- 鳥取県米子市の野坂寛治元市長と親交があった。同市の教育長であった安田光昭の回想録『「あの人この人」私の交友録』に、二人の交流についての記述がある。
- 《犬の植木鉢》は1954年11月19日に常滑の伊奈製陶にて3体制作され、そのうち2体は岡本太郎記念館蔵、残る1体は川崎市岡本太郎美術館蔵となっている。なお、1955年1月7日付けの同社からの製品の発送通知が確認されており、制作時の岡本を写したスナップショットも残されている。
- 没後の再評価とブームは、岡本太郎の秘書であり養女であった岡本(旧姓平野)敏子の尽力に負うところが大きかったが、敏子の歿後2011年以降の研究においては、美術様式論および図像解釈学などを用いた美術史学的な研究と展覧会が展開されている。

## 年譜
- 1911年（明治44年）2月26日、母の実家である神奈川県橘樹郡高津村二子/現在の川崎市高津区二子に生まれる。
- 1917年（大正6年） 東京・青山の青南小学校に入学
- 1918年（大正7年） 2回の転校ののち、東京・渋谷の慶應幼稚舎に入学。
- 1929年（昭和4年）
  - 慶應義塾普通部を卒業、東京美術学校（現在の東京芸術大学美術学部）洋画科入学、半年後中退。
  - 父のロンドン軍縮会議取材に伴い、渡欧。その後、パリ大学・ソルボンヌ校で哲学・美学・心理学・民族学（文化人類学）を学ぶ。
- 1936年（昭和11年） 油彩『傷ましき腕』を制作。
- 1940年（昭和15年） パリ陥落の直前に帰国。
- 1942年（昭和17年） 長年の海外在住により延期されていた徴兵検査を31歳にして受け、甲種合格。召集され、中国大陸にて自動車隊の輜重兵として軍隊生活を送る。
- 1945年（昭和20年）5月、アメリカ軍・B29の焼夷弾による東京大空襲は南青山高樹町一帯も襲い、パリ時代の全作品が焼失。
- 1946年（昭和21年） 復員、東京都世田谷区上野毛にアトリエを構える。
- 1947年（昭和22年） 後に養女となる平野（旧姓）敏子と出会う。
- 1948年（昭和23年） 花田清輝、埴谷雄高、佐々木基一らと「夜の会」結成。
- 1949年（昭和24年）　翌年の現代美術自選代表作十五人展のために、読売新聞美術記者・海藤日出男のたっての希望により、戦災で焼失した油彩画『傷ましき腕』『露天』を再制作。
- 1950年（昭和25年） 読売新聞主催の現代美術自選代表作十五人展に11作品を出品。
- 1951年（昭和26年） 東京国立博物館で縄文土器を見る(11月7日)。
- 1952年（昭和27年） 「四次元との対話-縄文土器論」を美術雑誌『みずゑ』に発表する。11月に渡欧。翌年にかけてパリとニューヨークで個展を開く。
- 1954年（昭和29年） アトリエ（坂倉準三設計、前年に完成）を青山に移し「現代芸術研究所」を設立。美術評論『今日の芸術』を光文社で刊行。
- 1955年（昭和30年） ヘリコプターで銀座の夜空に光で絵を描く。
- 1956年（昭和31年） 旧東京都庁舎（丸の内庁舎、丹下健三設計）に『日の壁』『月の壁』など11の陶板レリーフを制作。
- 1957年（昭和32年） 46歳にしてスキーを始める。
- 1959年（昭和34年） 初めて沖縄に旅行する。またこの年から彫刻を始める。
- 1961年（昭和36年） 草津白根山でスキー中に骨折入院（同じ病院には石原裕次郎が入院していた）。療養中に油彩『遊ぶ』、彫刻『あし』を制作。『忘れられた日本――沖縄文化論』が毎日出版文化賞受賞
- 1964年（昭和39年） 東京オリンピックの参加メダルの表側をデザイン。
- 1965年（昭和40年） 名古屋・久国寺の梵鐘『歓喜』制作。
- 1967年（昭和42年） 大阪万国博覧会のテーマ展示プロデューサーに就任。
- 1968年（昭和43年） 初めての建築作品《マミ会館》が竣工。
- 1969年（昭和44年） 1968年から制作が開始されていた『明日の神話』完成。
- 1970年（昭和45年） 大阪の日本万国博覧会のテーマ展示館『太陽の塔』完成。
- 1973年（昭和48年） 岡本太郎デザインの飛行船レインボー号が空を飛んだ。スポンサーは積水ハウス。
- 1974年（昭和49年） NHK放送センター・ロビーにレリーフ壁画『天に舞う』制作。
- 1976年（昭和51年） キリン・シーグラムから発売されたブランデーの記念品として《顔のグラス》を制作。「グラスの底に顔があってもいいじゃないか」が流行語になる。
- 1977年（昭和52年） スペイン国立版画院に、日本人作家として初めて銅版画が収蔵される。
- 1978年（昭和53年） 毎日放送のテレビ番組『もうひとつの旅』撮影のために訪れたマヨルカ島で、ショパンが使用したピアノを弾く。
- 1979年（昭和54年） 慶應義塾大学の卒業記念品としてペーパーナイフを制作。初の「著作集」が講談社で翌80年にかけ刊行される。
- 1981年（昭和56年） 初めてコンピューターで絵を描く。日立マクセルのCMに出演。ピアノを叩き叫んだ言葉「芸術は爆発だ！」が同年の流行語大賞の語録賞を受ける。
- 1982年（昭和57年） 慶和幼稚園（名古屋市港区）の新園舎の竣工にあたり、遊戯室にモザイク壁画『あそび』を制作。
- 1984年（昭和59年） フランス政府より芸術文化勲章オフィシエを受章。
- 1985年（昭和60年） つくば万博のシンボルモニュメント《未来を視る》を制作。あわせて万博記念発売の洋酒ボトルをデザインする。こどもの城のシンボルモニュメント、《こどもの樹》を制作。
- 1986年（昭和61年） 福井県三方町で復元された縄文前期の丸木舟の進水式で舟長として舟を漕ぐ。
- 1988年（昭和63年） ダスキンのCMに出演。翌年アメリカの第29回国際放送広告賞を受賞。
- 1989年（平成元年） フランス政府より芸術文化勲章コマンドゥールを受章。
- 1991年（平成3年） 東京都庁舎移転のため、旧庁舎に設置されていた1956年作の陶板レリーフが取り壊された。
- 1992年（平成4年） 油彩『疾走する眼』制作。
- 1994年（平成6年） 三重県で開催される世界祝祭博覧会のシンボルモニュメント『であい』制作。
- 1996年（平成8年）1月7日 急性呼吸不全のため慶應義塾大学病院で、死去（満84歳没）。

### 没後
- 1998年（平成10年） 青山の住居兼アトリエ跡に岡本太郎記念館が開館。
- 1999年（平成11年） 神奈川県川崎市多摩区の生田緑地内に川崎市岡本太郎美術館開館。
- 2005年（平成17年） 養女・岡本敏子死去（79歳）。
- 2006年（平成18年）
  - 7月7日 壁画《明日の神話》が汐留日テレプラザにて初公開される。これを機に岡本太郎ブームが再燃する（Be TAROと呼んでいる）。
  - 11月28日 約60年間行方不明になったものと思われていた1947年（昭和22年）制作の油彩画『電撃』と、敏子をモデルとしたと見られる未発表の女性のデッサン画が発見される。
  - 11月29日『電撃』を修復前に一般公開。
- 2007年（平成19年）2月15日 『明日の神話』の下絵（縦29センチ、横181.5センチ）が、岡本太郎記念館（東京都港区）で発見される。
- 2008年（平成20年）3月 『明日の神話』の恒久設置場所が東京都渋谷区の京王井の頭線渋谷駅連絡通路に決まる。同年11月17日より一般公開開始。
- 2011年（平成23年）1月 太郎の生誕100年を記念し出身地の川崎市を本拠地とするJリーグ所属の川崎フロンターレがユニホームデザインの一部として、生前に製作したデザイン文字「挑」を採用することを発表。
- 2015年（平成27年）10月 転職情報サイトデューダの広告に、岡本の音声がライブラリ使用された[18][19]。
- 2022年（令和4年）から2023年（令和5年） 「展覧会 岡本太郎」が大阪・東京・名古屋で開催され、展覧会のプロモーションを兼ねたテレビ番組「TAROMAN 岡本太郎式特撮番組」がNHKで放送された。

## 主な作品

### 平面作品
※所蔵先記載無は、川崎市岡本太郎美術館蔵
- 敗惨の歎き（1924年）- 現存する太郎の最古の作品。
- 空間（油彩、1933年）- 戦災により焼失し、1954年に再制作された。
- コントルポアン（油彩、1935年、東京国立近代美術館蔵） - 戦災により焼失し、1954年に再制作された。
- 傷ましき腕（油彩、1936年）- 戦災により焼失し、1949年に再制作された。
- 露店（油彩、1937年、グッゲンハイム美術館蔵） - 戦災により焼失し、1949年に再制作された。
- 憂愁（油彩、1947年、草月美術館蔵）
- 重工業（油彩、1949年）
- 赤い兎（油彩、1949年、富山県立近代美術館蔵）
- 森の掟（油彩、1950年）
- 燃える人（油彩、1955年、東京国立近代美術館蔵）
- 裂けた顔（油彩、1960年）
- 遊ぶ（油彩、1961年、東京国立近代美術館蔵）
- 装える戦士（油彩、1963年）
- 愛撫（油彩、1964年）
- 千手（油彩、1965年）
- 明日の神話（油彩、1968年）- 渋谷マークシティの連絡通路に設置
- 哄笑（油彩、1972年）
- 記念撮影（油彩、1975年）
- 黒い太陽（リトグラフ、1979年）
- 遭遇（油彩、1981年）
- 挑む（油彩、1981年）- 福岡市にある新天町商店街内の「新天町倶楽部」内に展示
- 森の家族（油彩、1983年）
- 疾走する眼（油彩、1992年、岡本太郎記念館蔵）

### 立体作品
- 顔（陶、1952年）- 全部で3点制作され、うち1点が一平の墓碑となっている。
- 日の壁・月の壁（陶、1956年）- 旧東京都庁陶板レリーフ[注 8]。
- 無籍動物(1959年) - 長野県戸倉町の温泉施設「白鳥園」の敷地内に展示されている。
- 坐ることを拒否する椅子（陶器、1963年）
- 梵鐘・歓喜（ブロンズ、1965年） - 名古屋の久国寺境内に梵鐘として吊るされている。
- 若い時計台（コンクリート、アルミニウム、1966年）- 銀座数寄屋橋公園内に設置。
- 太陽の鐘（ブロンズ、1966年） - 静岡県田方郡韮山町（現在の伊豆の国市）の日通伊豆富士見ランドに設置されていた。1999年の閉園後、日本通運が保管していたが、2017年に群馬県前橋市への寄贈が決まり、2018年に広瀬川河畔緑地に設置された。
- 午後の日（ブロンズ、1967年）- 東京都立多磨霊園にある岡本太郎の墓碑にもなっている。
- 生誕 - 黒川紀章が設計し1967年竣工した山形県寒河江市役所のシャンデリアとして寄贈した。市役所5階部吹き抜け天井から鎖で吊るされ2階ホールに常設。
- マミフラワー会館（鉄筋コンクリート建築、1968年）- フラワーデザイナー・マミ川崎の依頼で大田区山王に竣工されたが、建替えのため現存していない。
- 若い太陽の塔（1969年）- 愛知県犬山市の日本モンキーパーク内に現存する。
- 緑の太陽（陶板、1969年）- 大分県別府市田の湯町サンドラッグビルの陶板壁画。信楽焼のタイルを使用しており、現在でも色褪せずに残っている。JR別府駅ホームからも見ることができる[20]。
- 太陽の塔（鉄筋コンクリート、強化プラスチック、ガラス、陶板、1970年） - 日本万国博覧会（大阪万博）のお祭り広場に設置され、大屋根への階段となっていた。万博記念公園に現存。
- 母の塔（1970年）太陽の塔の西側にあった。大屋根と共に撤去されたため、現存していない。
- 青春の塔（1970年）太陽の塔の東側にあった。母の塔と同じく、大屋根と共に撤去されたため現存していない。
- ノン（FRP、1970年）
- オリエンタル中村（現・名古屋三越　栄店）光るレリーフ大壁画（1971年）- 三越改称時に撤去されたため現存していない。
- 樹人（FRP、1971年）- パリのフォーブール・サントノレ通りの芸術祭「街の美術館」で、祭りの王様に選ばれた。岡本太郎記念館、川崎市岡本太郎美術館、箱根彫刻の森美術館、山梨県立美術館に常設されている。
- 躍進（陶、1972年）- 岡山県の民放である山陽放送（現在のRSK山陽放送）の依頼で山陽新幹線岡山駅開業の際に制作された陶板壁画。「山陽放送の広告」という名目で設置され長年待ち合わせ場所として親しまれた。2019年に撤去され、整備の後2020年に竣工した山陽放送新社屋に移設された。
- 若い泉（アルミニウム、1974年）- バーズタウン(姫路市夢前町)内に現存する噴水。
- 千手（アルミニウム、1975年）
- 歓び（ブロンズ、1978年）- 持田製薬本社ビル玄関前。
- 足あと広場（造園、1978年）- 広島県福山市松永町日本はきもの博物館中庭に造成。
- 椎名麟三文学碑（石、1980年） - 兵庫県姫路市圓教寺東谷
- 河童像（FRP、1981年）
- 縄文人（ブロンズ、1982年）
- 神話（1982年） - 島根県松江市松江総合運動公園モニュメント。
- 夢の樹（アルミニウム、1983年） - 栃木県鹿沼市の鹿沼市民文化センターのシンボルモニュメント[21][22]。岡本の生誕100周年記念として2012年に東武日光線新鹿沼駅ロータリーに移設[21][22]。
- 未来を視る（FRP、1985年）- つくば科学万博のシンボルモニュメント。2005年につくばエクスプレス万博記念公園駅前に移設。
- こどもの樹（FRP、1985年）- こどもの城のシンボルモニュメント。2015年のこどもの城閉館後も同地に残っている。土地と建物を購入予定の東京都によると、購入後も敷地で活用予定とのこと[23]。
- 太陽（1985年）- 9月にそごう横浜店のオープンに合わせて屋上に建立された、万博の太陽の塔とは直接関係のないオリジナルのモニュメント。
- 平和を呼ぶ像（1988年）- 10月に船橋市の平和都市宣言記念シンボル像として建立。アンデルセン公園内に存在。
- 未来を拓く塔（1988年）- ぎふ中部未来博のシンボルとして建立。跡地に作られた岐阜メモリアルセンター内に現存。
- 母の塔（原作）
- 喜び（ブロンズ、1985年） - 川崎市立藤崎小学校創立30周年記念作品。『赤いリボンの少女』などと呼ばれていたこともある。
- 森の神話（1991年） - 青森県奥入瀬渓流ホテルのロビーに展示されている[24]。
- 躍動の門（1993年) - 浦安市運動公園
- 五大陸（1993年) - 浦安市運動公園
- 河神（アルミ合金、1995年）- 青森県奥入瀬渓流ホテル内の暖炉彫刻[24]。
- 花炎（陶、1995年）- 1996年7月、佐賀県有田町において開催されたジャパン・エキスポ「世界炎の博覧会」の記念モニュメント。敏子と太郎の助手を務めていた職人のサポートを得て完成した[25]。会期終了後、跡地は「歴史と文化の森公園」となり現在に至る[26]。

### 詩とデッサン
『綜合文化』（1948年7月）　＊『原色の呪文』収録
- 憂愁
- 赤い兎
- 夜明け
- 時計

### インダストリアル・デザイン
- 宇宙人東京に現わる（映画、1956年）- 色彩指導や宇宙人のデザインを担当。
- 近畿日本鉄道 ラビットカー（近鉄6800系電車など）シンボルマーク「ラビットマーク」（1957年）- 日本で初めての高加減速車両のマーク[27]。当時は鉄道関連のマークに著名画家を採用する例は極めて少なかった。
- 近鉄バファロー球団シンボルマーク（1959年）- 近鉄物流のマークとしても使われた。
- 映画タイトルロゴ「母」（1963年）- 新藤兼人監督作品。東宝配給。
- 映画タイトルロゴ「鬼婆」（1964年）- 新藤兼人監督作品。東宝配給。
- 東京オリンピック参加メダル（1964年）
- 卓上ライター《火の接吻》（1969年）
- オリエンタル中村（現在の名古屋三越　栄店）光るレリーフ大壁画のデザインを用いた包装紙（1971年）
- 札幌オリンピック記念メダル（ブロンズ、1972年）
- TAROきもの（和服デザイン、1975年）- 京都じゅらくより発売。
- ウィスキー・グラス《顔》（1976年）- キリンシーグラムよりノベルティとして3月と9月に2種類頒布。岡本自身もテレビCMに出演。
- ピッチャー《水差し男爵》（ガラス、1977年）- キリンシーグラムのノベルティ。
- ティーセット《夢の鳥》（磁器、1977年）- 三郷陶器より発売。
- トランプ（1977年）- 講談社より発売。
- 第23回 国際眼科学会シンボルマーク（1978年）- 同学会の記念切手のデザインも手がける。
- アイスペール《まつげ》（ガラス、1978年）- キリンシーグラムのノヴェルティ。付属のトングのデザインも手がける。
- ペーパーナイフ《いのち》（ステンレス、1979年）- 慶應義塾大学の第121回卒業記念品（非売品）。製造は株式会社青芳製作所。
- 《お好み手皿》（ガラス、1979年） - キリンシーグラムのノベルティ。
- 《TARO鯉》（鯉のぼり、1981年）- 「東レ」と、こいのぼりの老舗「太郎鯉」との共同企画。
- ネクタイ（1982年）-「菱屋」から発売。
- 芝栄太楼看板書体（1984年）- ビル名看板及び店舗看板の書体デザイン製作。
- 電電公社 テレホンカード（1982年12月）- テレホンカード第1号をデザイン。
- 「カーニバルプラザ」ロゴデザイン（1983年） - ダスキンが展開していた焼肉店のロゴデザイン。
- 《人間ボトル》（陶、1985年）- キリンシーグラム製ブランデー『シャトラン』と、モルトウィスキー『エンブレム』の2種類の洋酒ボトル・デザイン。つくば万博記念発売。
- レコードジャケット・デザイン（1985年）- 8月6日の広島平和コンサート開催記念頒布盤（非売品）[注 9]
- 腕時計デザイン（EXCEED、1986年）- シチズン時計の製品。岡本は同社のCMにも出演。
- JR発足記念メダル《出発》（1987年）- 銀製、銅製の2種類。
- 映画タイトルロゴ「神々の履歴書」（1988年）- 前田憲二監督作品。「神々の履歴書製作委員会」配給。
- ダスキン「フリーデザインマット」（1988年） - 岡本自身もテレビCMにも出演した。
- 西日本鉄道 夜行高速バス車両 ・車体デザイン（「どんたく号」・「はかた号」等、1989年） - 「どんたく号」と「はかた号」は、車両が変わった現在も同じ塗装を踏襲している。
- エキスポランド入場券の絵（年不明）
- タロー書房ロゴ（1996年）- 書店ロゴデザイン製作。

### イベント
- 第30回さっぽろ雪まつり（1979年）
  - 雪像づくりに参加し、西9丁目広場に高さ12ｍの「雪の女神」を制作した。雪まつり開催後、「壊されるのはさみしい」とのことだったが、快諾。「みんなが子供の心にかえって騒げる雪まつりはすばらしい。世界のまつりだ」と語っている[28]。

### ギャラリー

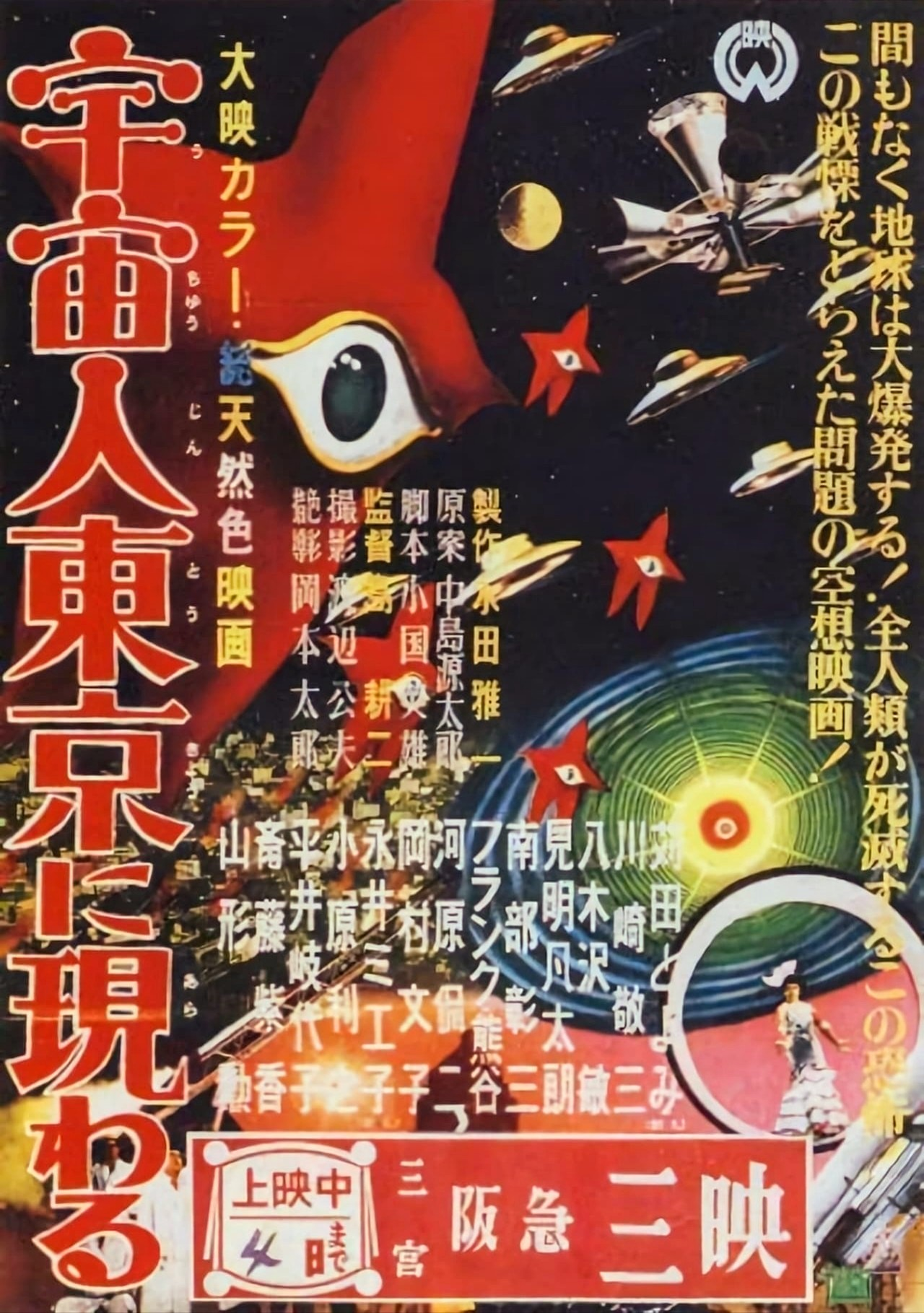
『宇宙人東京に現わる』 同作ポスターに掲載された宇宙人パイラ人
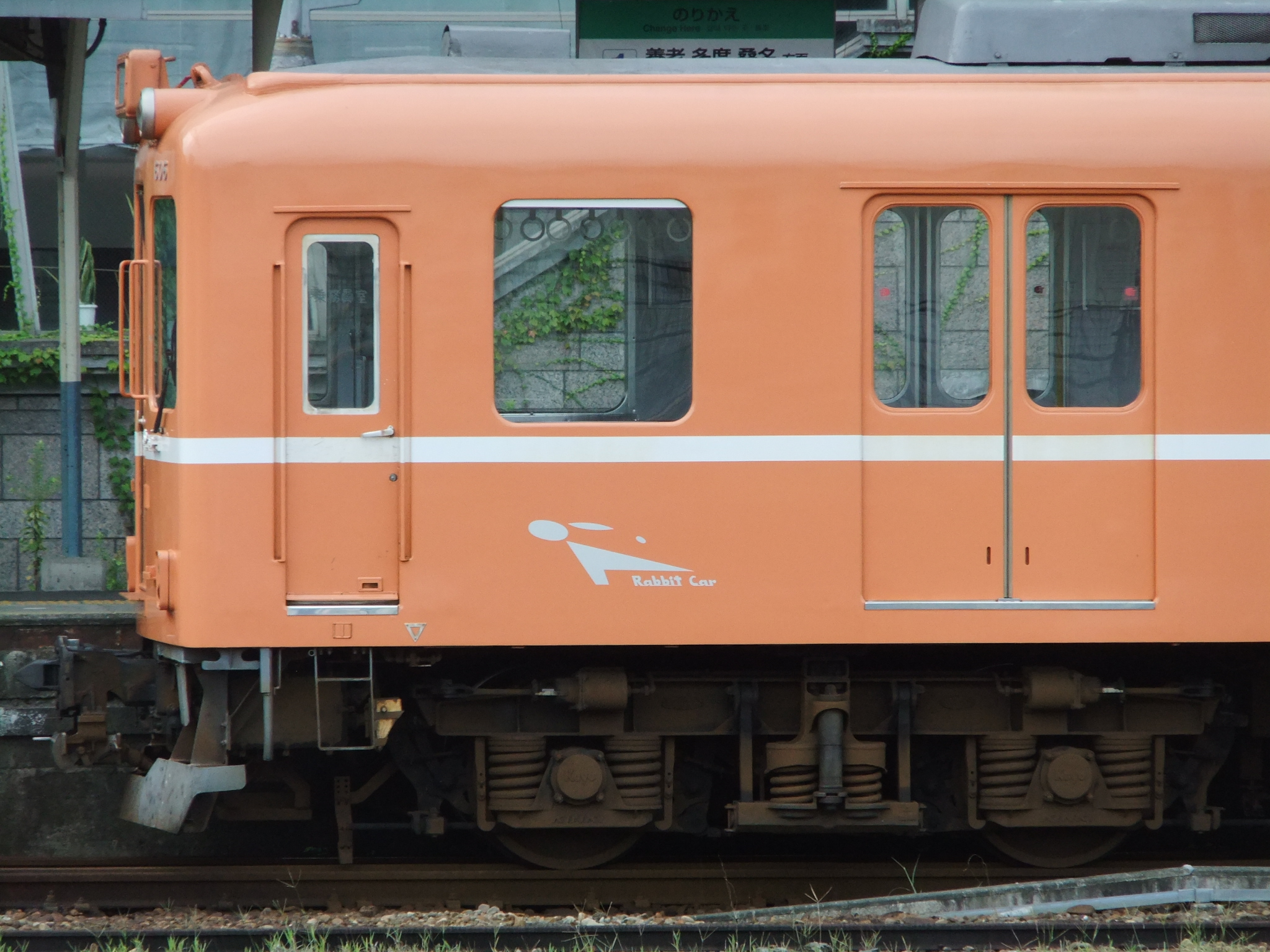
《ラビットマーク》 養老鉄道の復刻ラビットカー600系
《午後の日》 西宮市大谷記念美術館
《母の塔》 川崎市岡本太郎美術館
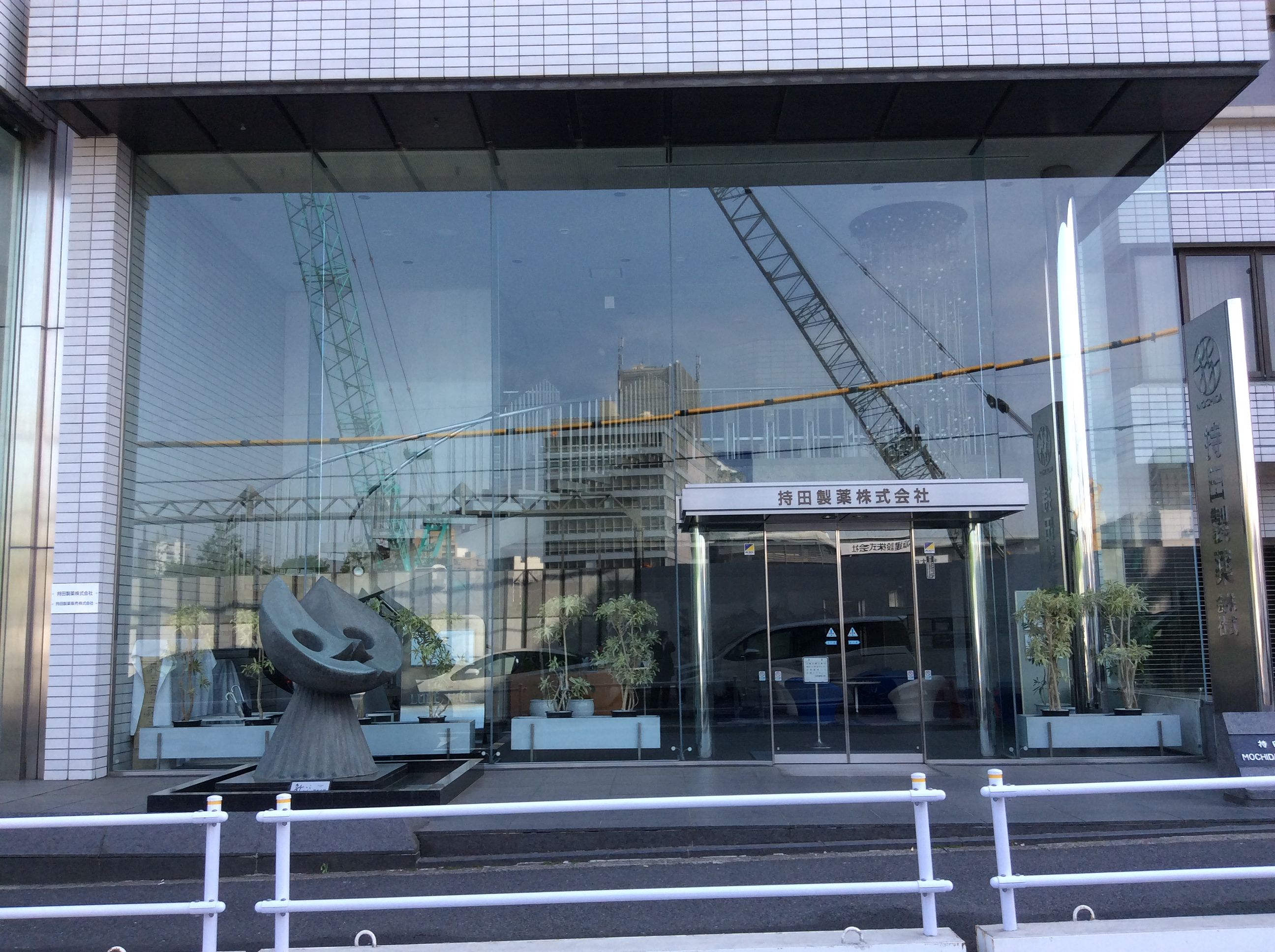
《歓び》 持田製薬本社前
《夢の樹》 新鹿沼駅
《未来を視る》 万博記念公園駅東口
《こどもの樹》 こどもの城（現在の都民の城）
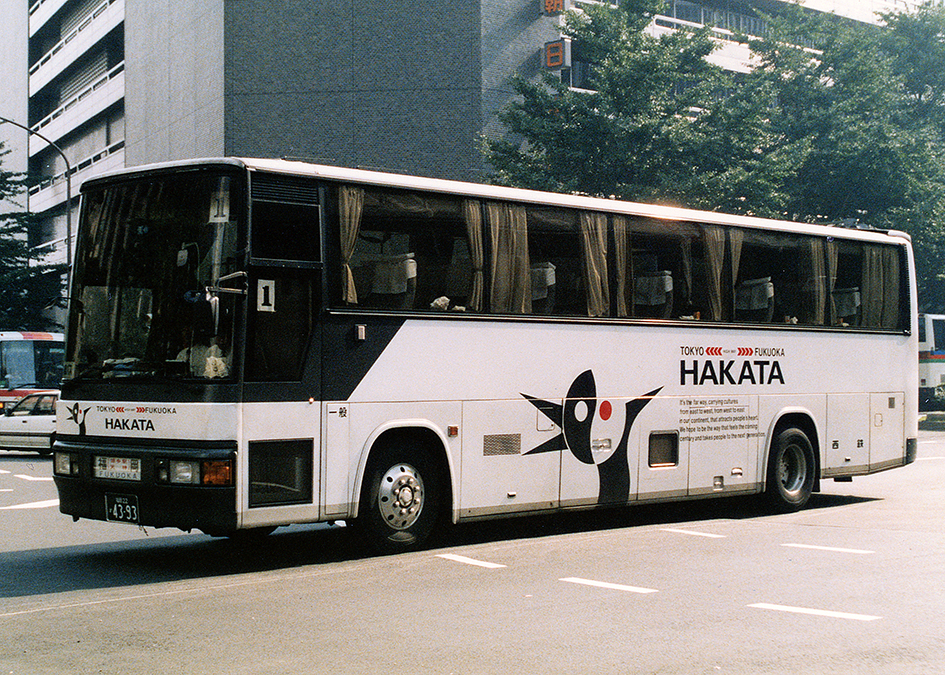
《はかた号・どんたく号車体イラスト》 画像は初代はかた号

## 書籍

### 作品集
- 『OKAMOTO』（G.L.M.社、1937年） - 評論家ピエール・クールティオン編著による初の画集。フランスにて出版。特装版30部、普及版多数
- 『画文集 アヴァンギャルド』（月曜書房、1948年）
- 『T.OKAMOTO』（美術出版社、1954年） - 画集、仏語版も同時出版
- 『画文集 黒い太陽』（美術出版社、1959年）
- 『岡本太郎』（美術出版社、1968年） - 画集、海藤日出男編
- 『絶対的、そして無目的に』（セリグラフィー、版画集、1974年）
- 『デリシュール』（版画集、1976年）
- 『TARO OKAMOTO 対極に遊ぶ男』1976年 - 画集、フランスにて出版
- 『画文集 挑む』（講談社文庫、1977年）
- 『岡本太郎』（平凡社、1979年、復刊2011年）、網羅的作品集
- 『遊ぶ字』（日本芸術出版社、1981年）、墨蹟集
- 『岡本太郎　朝日美術館 日本編2』（朝日新聞社、1995年）、絵画・立体作品集

以下は没後刊行の一部
- 『岡本太郎 歓喜』（岡本敏子編、二玄社、1997年）、画文集を網羅
- 『岡本太郎の沖縄』（岡本敏子編、NHK出版、2000年）
- 『岡本太郎が撮った「日本」』（岡本敏子・山下裕二編、毎日新聞出版、2001年）
- 『岡本太郎 神秘』（岡本敏子・内藤正敏編、二玄社、2004年）- 以上は写真
- 『TARO 川崎市岡本太郎美術館所蔵作品集』（二玄社、2005年）、網羅的作品集
- 『ドキドキしちゃう 岡本太郎の“書”』（小学館、2010年）
- 『これから 岡本太郎の“書”』（小学館、2012年） - 各・墨蹟集の再編版、平野暁臣構成
- 『岡本太郎と日本の祭り』（川崎市岡本太郎美術館編、二玄社、2011年）
- 『岡本太郎 爆発大全』 (河出書房新社、2011年）、大著

### 評論・エッセイ等
- 『母の手紙』婦女界社（1940年）、月曜書房（1950年）、チクマ秀版社（1979年、同・新装版 1993年）
- 『ピカソ』（弘文堂アテネびじゅつぶんこ、1952年）。編集は臼井史朗（のち淡交社副社長）が担当。
- 『夢と誓い』宝文館（1952年）。下記の日本図書センター版に抄版収録
- 『青春ピカソ』新潮社 一時間文庫（1953年）、新訂・新潮文庫（2000年、ISBN 978-4101346229）
- 『今日の芸術 時代を創造するものは誰か』光文社（1954年）、光文社カッパブックス（1963年）、講談社文庫（1973年）、光文社知恵の森文庫（1999年）
- 『日本の伝統』光文社（1956年）、角川文庫（1964年）、講談社現代新書（1973年）
  - 新訂・光文社知恵の森文庫（2005年、改版2022年、ISBN 978-4334793111）
- 『芸術と青春』河出書房・河出新書（1956年）、新訂・光文社知恵の森文庫（2002年、ISBN 978-4334781880）
- 『日本再発見 芸術風土記』新潮社（1958年）、新訂・角川ソフィア文庫（2015年）
秋田、長崎、京都、出雲、岩手、大阪、四国、日本文化の風土
- 『忘れられた日本――沖縄文化論』→『沖縄文化論――忘れられた日本』
  - 中央公論社（1961年、普及版1964年）- 毎日出版文化賞受賞、中公叢書版（改題：1972年、新装版2002年）
  - 中公文庫（1996年、あとがき岡本敏子、新装改版2024年、解説外間守善、赤坂憲雄、ISBN 978-4122075054）、電子書籍も刊
- 『私の現代芸術』新潮社 (1963年）
- 『神秘日本』中央公論社（1964年）、新訂・角川ソフィア文庫（2015年）
オシラの魂―東北文化論―
修験の夜―出羽三山ー
花田植―農事のエロティスムー
火、水、海賊―熊野文化論ー
秘密荘厳
曼荼羅頌
- 『岡本太郎の眼』 朝日新聞社（1966年）/ 新訂・角川文庫（2020年）
- 『今日をひらく 太陽との対話』講談社（1967年）
  - 増補『眼 美しく怒れ』チクマ秀版社（1998年、新版 2004年）
  - 抜粋『美しく怒れ』角川oneテーマ21（新書、2011年）
- 『原色の呪文』シリーズ人と思想：文藝春秋（1968年）、選集
  - 『原色の呪文　現代の芸術精神』講談社文芸文庫（2016年、ISBN 978-4062903011）、上記から現代美術関連を抜粋したもの
- 『美の呪力』新潮社（1971年）/「著作集第6巻」（講談社）、新訂・新潮文庫（2004年、ISBN 978-4101346229）
- 『にらめっこ』番町書房（1975年）/「著作集第7・8巻」（講談社、1980年）
  - イースト・プレス「人間は瞬間瞬間に、いのちを捨てるために生きている。」（2007年 / 同・文庫ぎんが堂、2009年）
- 『岡本太郎の挑戦するスキー 白い世界に燃える歓び』
  - 講談社（ASIN B000J8SPZU、1977年）
  - 「著作集第8巻」（講談社、1980年）※抄録
- 『岡本太郎著作集』全9巻（講談社、1979-1980年）
- 『美の世界旅行』新潮社（1982年）、新潮文庫（2016年、ISBN 978-4101346236）
- 『一平かの子 心に生きる凄い父母』（チクマ秀版社、1995年）

以下は没後刊行
- 『岡本太郎　挑む/夢と誓い(抄) ：「人間の記録」シリーズ (77)』日本図書センター（1998年、ISBN 978-4820543220）
『画文集 挑む』(講談社文庫、1977年)及び『夢と誓い』の新編版（6章「映画について」7章「女性と周囲」8章「性について」は未収録）
- 『岡本太郎の本』 全5巻（みすず書房）- ダイジェスト編集での新版選集
  1. 『呪術誕生』（1999年、ISBN 978-4622042563）
  2. 『日本の伝統』（1999年、ISBN 978-4622042570）
  3. 『神秘日本』（1999年、ISBN 978-4622042587）
  4. 『わが世界美術史 美の呪力』（1999年、ISBN 978-4622042594）
  5. 『宇宙を翔ぶ眼』（2000年、ISBN 978-4622042600）
- 『リリカルな自画像』、続編『疾走する自画像』（みすず書房、2001年）
- 『岡本太郎の宇宙』（全6巻、ちくま学芸文庫、2011年）
新訂・著作集、編：山下裕二、椹木野衣、平野暁臣（岡本太郎記念館館長）
  1. 対極と爆発
  2. 太郎誕生
  3. 伝統との対決
  4. 日本の最深部へ
  5. 世界美術への道
  6. 別巻：太郎写真曼陀羅（編集：上記3名＋ホンマタカシ）

### 対話・談話
- 泉靖一との対談『日本列島文化論　―日本人は爆発しなければならない』
  - 大光社（1970年）/「著作集第6巻」（講談社、1980年）
  - 改題・新版『日本人は爆発しなければならない 日本列島文化論』ミュゼ（脚注追加、2000年）
- 宗左近との対談『ピカソ講義』 朝日出版社（1980年）
  - 新訂・ちくま学芸文庫（解説 赤坂憲雄、2009年）
- 『にらめっこ問答』 集英社（1980年）、1979年から81年に『週刊プレイボーイ』連載での人生相談の一部を収録
  - 改題「太郎に訊け! 岡本太郎流爆発人生相談」（青林工藝舎、2001年）、『にらめっこ問答』第4章目までを再編
- 『人生は夢 にらめっこ問答 人生相談』集英社（1981年）、続編　
  - 「太郎に訊け!2 岡本太郎流熱血人生相談」（青林工藝舎、2001年）、『にらめっこ問答』第5章及び『人生は夢』第3章目までを改題・再編
  - 「太郎に訊け!3 岡本太郎流激突人生相談」（青林工藝舎、2001年）、続編（第4章以降を再編）
- 『自分の中に毒を持て あなたは"常識人間"を捨てられるか』青春出版社（1988年、新装版2002年）
  - 青春文庫（1993年、新装改版2017年、ISBN 978-4413096843）、フォント拡大、カラー口絵付き
- 『芸術は爆発だ 岡本太郎痛快語録』（岡本敏子編、小学館文庫、1999年）
- 言葉シリーズ（イースト・プレス、構成・監修：岡本敏子）- 名言集
  1. 『強く生きる言葉』 (2003）、作品編著多数
  2. 『壁を破る言葉』 (2005）
  3. 『愛する言葉』 (2006）
- 『対談集 岡本太郎 発言!』（岡本敏子・太郎美術館編、二玄社、2004年、ISBN 978-4544020939）
- 『自分の運命に楯を突け』青春出版社（2014年）、青春文庫（2016年）監修：平野暁臣
1979年から1981年にかけての『週刊プレイボーイ』連載の人生相談（『にらめっこ問答』『太郎に訊け！』）の一部をベースに加筆構成
- 『孤独がきみを強くする』興陽館 (2016年、プロデュース・構成：平野暁臣）名言集もの
- 『自分の中に孤独を抱け』青春文庫（2017年、プロデュース・構成：平野暁臣）一部初書籍化の内容を含む
- 『誰だって芸術家』SB新書（2023年、プロデュース・構成：平野暁臣）
- 『きみは自由に生きているか』興陽館（2023年、プロデュース・構成：平野暁臣）

### 編著
- 『世界の仮面と神像』（朝日新聞社、1970年）- 泉靖一、梅棹忠夫と共編
- パブロ・ピカソ [画] / ガエタン・ピコン[文]『イカロスの墜落』「叢書 創造の小径」新潮社、1974年、訳・解説
- 編『迷宮幻想』（遊びの百科全書⑩、日本ブリタニカ、1980年12月、企画制作：カマル社・桑原茂夫）
  - 『迷宮の人生』アートン（2004年）、上記より抜粋、再編

監修刊行
- 福田和彦編 『日本名品聚芳』 全3巻（芳賀書店）
  1. 『秘巻浮世絵』（1973年） - 小林和作、埴谷雄高との共同監修（名義のみ）
  2. 『秘巻浮世絵大錦』（1973年） - 同上
  3. 『秘巻肉筆浮世絵』（1973年） - 同上
- 福田和彦編 『草紙本浮世絵名品選』 全4巻（芳賀書店）
  1. 『秘版 英泉』（1974年） - 小林和作、埴谷雄高との共同監修（名義のみ）
  2. 『秘版 国貞』（1975年） - 埴谷雄高との共同監修（名義のみ）
  3. 『秘版 国芳』（1975年） - 同上
  4. 『秘版 北斎』（1975年） - 同上

### 評伝
- 『岡本太郎の全貌』（編集・山本太郎、アトリエ社、1959年）
- 『別冊太陽 日本のこころ 岡本家の人びと』（平凡社、1996年）
  - 『― 岡本太郎新世紀』（平凡社、2011年）
- 『芸術新潮 特集 さよなら岡本太郎』（新潮社、1996年）
- 『岡本太郎と横尾忠則』（倉林靖、白水社、1996年／新版:BOOKEND、2011年、ISBN 978-4-903295-37-4）
- 『岡本太郎に乾杯』（岡本敏子、新潮社、1997年、新潮文庫、2002年）
- 『岡本太郎が、いる』（岡本敏子、新潮社、1999年）
- 『岡本太郎の世界』（岡本敏子、斎藤慎爾編、小学館、1999年）
- 『ユリイカ：特集 岡本太郎』（1999年10月号、青土社、ISBN 4-7917-0050-3）
- 『太郎神話：岡本太郎という宇宙をめぐって』（岡本敏子編、二玄社、1999年、ISBN 4-544-02018-2）、計47名の証言集
- 『「新」太郎神話』（二玄社、2000年、ISBN 4-544-02029-8）
- 『岡本太郎と語る　連続講座』（岡本太郎記念館編、二玄社、2003年）
- 『アラーキーのTARO愛 岡本太郎への旅』（荒木経惟、光文社、1999年）
- 『岡本太郎宣言』（山下裕二、平凡社、2000年、ISBN 4-582-20633-6）
- 『恋愛芸術家』（岡本敏子、マガジンハウス、2001年、ISBN 4-8387-1301-0）
- 『岡本太郎の遊ぶ心』（岡本敏子、講談社、2005年、ISBN 4-06-269252-X）
- 『岡本太郎　岡本敏子が語るはじめての太郎伝記』（聞き手・篠藤ゆり、アートン、2006年）
- 『岡本太郎の友情』（岡本敏子、青春出版社、2011年、ISBN 4-413-03793-6）
- 『岡本太郎と太陽の塔』（平野暁臣構成、小学館、2008年、新版2018年）
- 『岡本太郎の沖縄』『岡本太郎の東北』（平野暁臣構成、小学館、2016-17年）- 写真文集
- 『岡本藝術　岡本太郎の仕事』（平野暁臣編著、小学館、2015年）
- 『岡本太郎記念館の20年』（平野暁臣編著、小学館、2019年）
- 『岡本太郎「太陽の塔」と最後の闘い』（平野暁臣、PHP新書、2009年）
- 『岡本太郎の仕事論』（平野暁臣、日経プレミアシリーズ・新書判、2011年）
- 『入門! 岡本太郎』『明日の神話　岡本太郎はなにをのこしたのか』（平野暁臣、興陽館、2021-2023年）
- 『岡本太郎　「芸術は爆発だ」。天才を育んだ家族の物語』（ちくま評伝シリーズ〈ポルトレ〉筑摩書房、2014年）、解説よしもとばなな
- 『岡本太郎の見た日本』（赤坂憲雄、岩波書店、2007年／岩波現代文庫、2020年）
- 『岡本太郎という思想』（赤坂憲雄、講談社、2010年／講談社文庫、2014年）
- 『もっと知りたい 岡本太郎―生涯と作品』（佐々木秀憲、東京美術、2013年、ISBN 978-4808709662）

## 出演

### 映画
- 『誘惑』 （1957年）- 原作：伊藤整、監督：中平康、日活配給。東郷青児とともに画家役で出演。
- 『岡本太郎 マルセル・モースの肖像』 （1975年）- パリ大学民族学教授、ジャン・ルーシュが手がけたドキュメンタリー映画。イタリアのアゾロ映画祭で芸術家の伝記大賞受賞。
- 『山形は白い国 岡本太郎のスキー』 （1983年）- 山形県の観光映画。
- 『ドキュメンタリー映画 岡本太郎の沖縄（完全版）』（2022年）‐1959年、1966年の岡本太郎の沖縄の旅を踏襲したドキュメンタリー映画。

### テレビ番組
後年は民放テレビ局のバラエティ番組等にも積極的に出演していた。
- 「鶴太郎のテレもんじゃ」（日本テレビ、レギュラー出演）-「なんだ、これは！」が流行語に。
- 「謎のカーテン!?」（日本テレビ、レギュラー出演）

#### 死後の特集番組
- 「知ってるつもり?!」 特集・岡本太郎（日本テレビ）
- 「驚きももの木20世紀」 （朝日放送）

### ラジオ番組
- キャスター（1966年4月 - 、文化放送）- 土曜日パーソナリティ

### テレビドラマ
本人出演
- 「こんばんは21世紀」（1964年、東京12チャンネル） - 特別弁護人役
- 「ばら色の人生」（NHK、1987年）

岡本太郎を扱った作品
- 「TAROの塔」（NHK「土曜ドラマ」[29]、2011年2月26日 - 4月2日、主演：松尾スズキ中年-老年時代、濱田岳-青年時代、高澤父母道-幼年時代）

#### その他の作品
- 「TAROMAN 岡本太郎式特撮番組」（NHK、2022年7月19日 - 7月30日） - 同年の「展覧会 岡本太郎」に併せて制作された、その作品をモチーフにした特撮ドラマ。ヒーロー・タローマンの声に岡本太郎の声を使用[30]。

### CF
- キリン・シーグラム（現在のキリンディスティラリー）「ロバートブラウン」（1976年）- ノベルティグッズ《顔のグラス》制作。川崎市岡本太郎美術館で視聴できる。
- 日立マクセル（maxell）「エピタキシャルビデオカセット（VHS/ベータマックス）」（1981年）- 梵鐘篇とピアノ篇に出演。「芸術は爆発だ！」が流行語大賞の語録賞を受賞[31]。川崎市岡本太郎美術館で視聴できる。
- 日本電信電話公社（現在のNTT）「INS高度情報通信システム」（1983年） - スエズ運河篇に出演。
- 明光商会「MSシュレッダー」（1985年） - シュレッダーのコマーシャル。岡本は「消えゆく瞬間に燃ゆる」とナレーションしている。
- シチズン時計「EXCEED」（1986年） - 「名前なんかにこだわるな」の発言が話題になる。一部は川崎市岡本太郎美術館で視聴できる。
- ダスキン「フリーデザインマット」（1988年）- アメリカの第29回国際放送広告賞受賞。
- 日本ビクター（現在のJVCケンウッド）「ビクター HR-S3500 （1989年） - 自身の作品の前で色が良く見えることを宣伝した。
- 小学館「週刊美術館」（2000年） - CG出演。
- リクルート（現在のリクルートホールディングス）「ゼクシィ（2011年） - 養女・敏子と共演（ともにVTR出演）[32]。
- インテリジェンス（現在のパーソルキャリア）「DODA」（2015年 - 2016年） - 「DODA 岡本太郎×綾野剛 やりたい仕事」篇（声の出演）[18][19]

## 関連施設・団体・褒賞等
- 岡本太郎記念館
- 川崎市岡本太郎美術館
- 現代芸術研究所
- 岡本太郎現代芸術賞
- 岡本太郎記念公園（青森県三沢市）